# Artyleria naziemna
Artyleria naziemna – pododdziały, oddziały i związki artylerii wojsk lądowych (sił lądowych).
W jej skład wchodzi artyleria:
- dużego kalibru;
- dywizji;
- dywizyjna;
- górska;
- juczna;
- lekka;
- polowa;
- przeciwlotnicza[1];
- przeciwpancerna;
- pułkowa;
- pułku;
- rakietowa.